# Gara Champagne-Ardenne TGV
Gara Champagne-Ardenne TGV este o gară franceză de pe linia de mare viteză LGV Est européenne, situată pe teritoriul comunei Bezannes, la 5 km sud de centrul orașului Reims, în departamentul Marne, în regiunea Grand Est.
A fost pusă în funcțiune la 10 iunie 2007 și a devenit una dintre cele trei noi gări de pe linia LGV menționată, alături de Meuse TGV și Lorraine TGV. Este singura dintre aceste gări care dispune de o interconectare cu rețeaua clasică prin intermediul unei ramificații, permițând astfel realizarea de corespondențe între TGV și trenurile TER.
Este o gară de călători a Societății Naționale a Căilor Ferate Franceze (SNCF), deservită de trenurile rețelelor TGV inOui și TER Grand Est.

## Situație feroviară
Situată la o altitudine de 89 de metri, gara Champagne-Ardenne TGV se află la punctul kilometric (PK) 113,767 al liniei de la Paris la Strasbourg (LGV) — cunoscută și sub denumirea de LGV Est européenne. Ea precede gara Meuse TGV, aflată la 100 km spre est.
Racordurile care permit accesul către gara din Reims se desprind în apropierea gării Champagne-Ardenne TGV, în direcția Strasbourg.

## Arhitectură

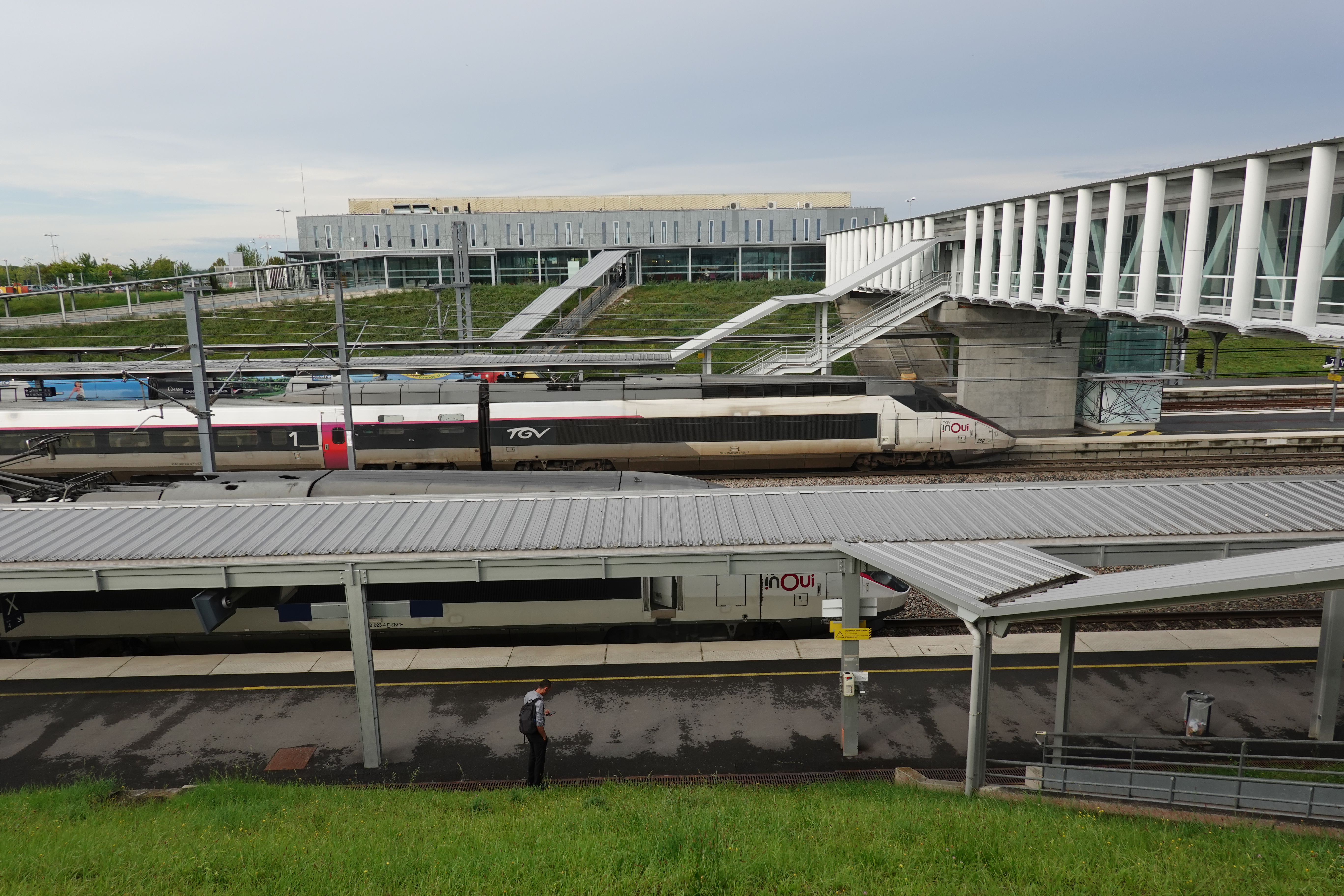
Vedere generală a gării.

Dotată cu șase linii (două fără peroane, permițând traversarea gării la mare viteză, două cu peroane pentru TGV și două pentru TER), această gară de 700 m², dintre care 450 m² accesibili publicului, este situată în Bezannes, la limita podgoriei din Champagne. Clădirea gării, construită din oțel și sticlă, are o lungime de 50 de metri și o lățime de 14 metri. Aceasta este adosată unui perete cu pilaștri și ferestre mari. Arhitectul Pierre-Michel Desgrange a prevăzut utilizarea pietrei de Courville (folosită și pentru Catedrala Notre-Dame din Reims) pentru o mai bună integrare a gării în mediul său, costul total al proiectului ridicându-se la 10 milioane de euro.

## Evoluția frecvenței pasagerilor
La această gară, s-a estimat că 650 000 de călători vor tranzita anual încă din faza de lansare.
Conform estimărilor SNCF, frecvența anuală a stației este prezentată în tabelul de mai jos.
| Categoria                | 2015      | 2016      | 2017      | 2018      | 2019      | 2020    | 2021    | 2022      | 2023      |
| ------------------------ | --------- | --------- | --------- | --------- | --------- | ------- | ------- | --------- | --------- |
| Călători singuri         | 917 725   | 900 104   | 989 282   | 969 535   | 1 154 599 | 564 137 | 716 909 | 1 033 729 | 1 323 545 |
| Călători și non-călători | 1 207 534 | 1 184 347 | 1 301 687 | 1 275 705 | 1 519 210 | 742 286 | 943 301 | 1 360 170 | 1 741 507 |

## Servicii

### Primire

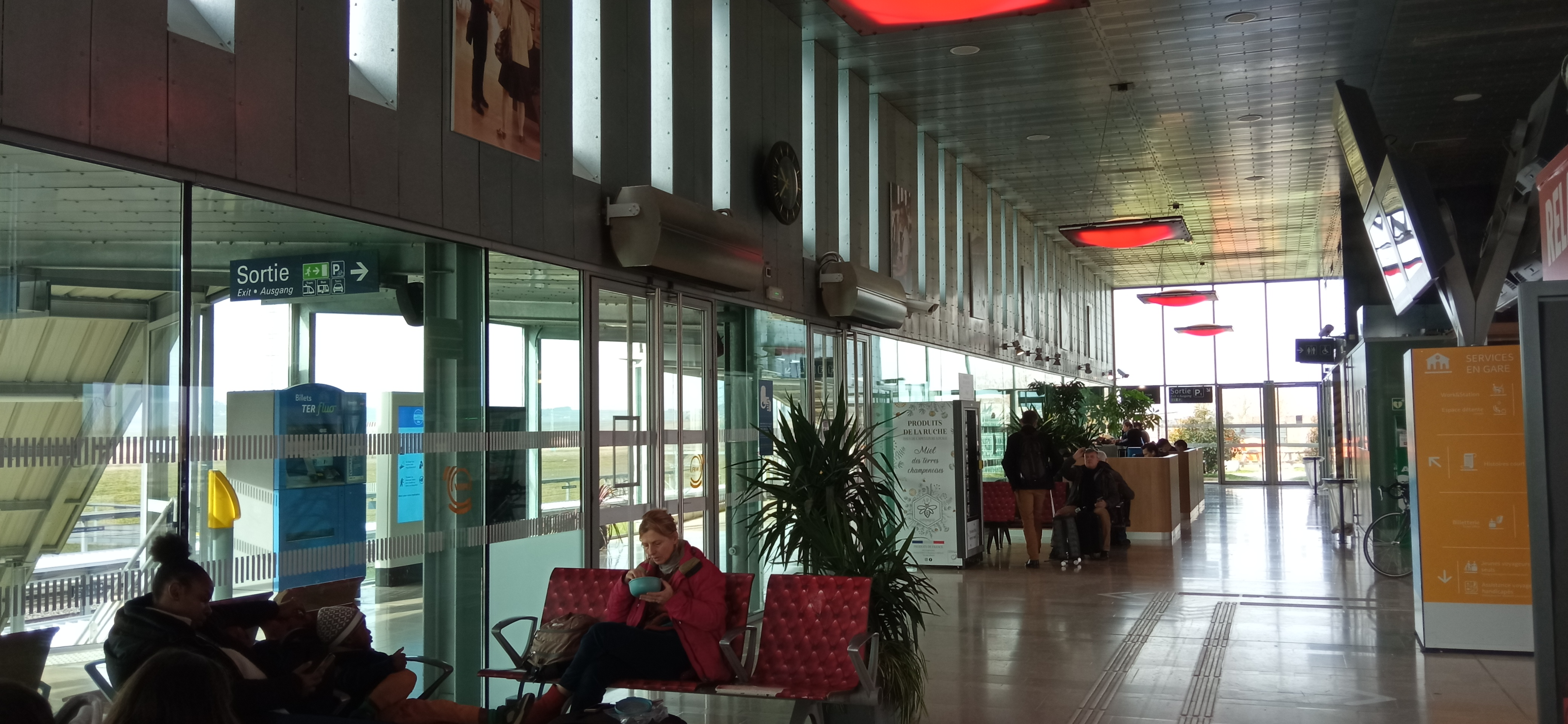

Gara Champagne-Ardenne TGV dispune de un clădire pentru pasageri deschisă zilnic. Este dotată cu un birou de bilete și automate pentru achiziționarea biletelor pentru trenuri de lung parcurs sau regionale.
O magazin Relay asigură vânzarea de presă și oferă un serviciu de mic dejun rapid. Mai multe spații de așteptare permit pasagerilor să aștepte atât în interiorul, cât și în exteriorul clădirii pentru pasageri. Unele scaune sunt echipate cu prize electrice pentru a încărca echipamentele. Toaletele sunt accesibile gratuit. Un pian este instalat lângă pasarelă.
Peronurile sunt accesibile printr-o pasarelă, care este echipată cu scări, lifturi și rampe.
Două agenții permit închirierea de mașini.
Parcarea pe termen lung pentru vehicule este posibilă în două parcări administrate de EFFIA, situate de fiecare parte a pieței. Parcarea P1 se află la dreapta gării, iar parcarea P2 la stânga. În fața gării, o cale, bordată cu locuri de parcare, permite o oprire rapidă.

### Deservire
Peronurile liniilor 3 și 4 sunt destinate trenurilor TGV inOui, în timp ce peronurile liniilor 7 și 9 sunt destinate trenurilor TER Grand Est.

#### TGV inOui

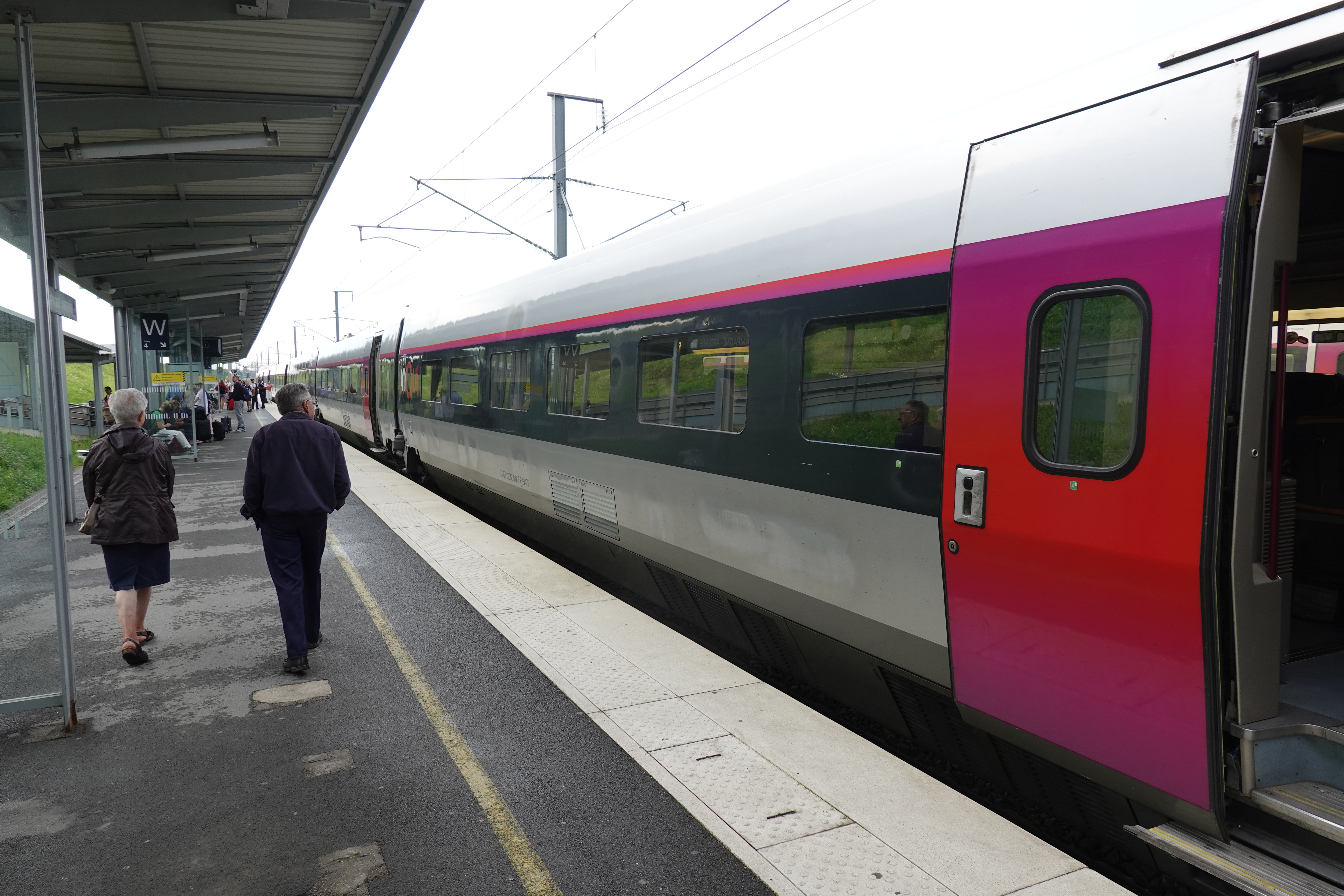
TGV inOui în gară.

Gara beneficiază de trenuri directe către gara Paris-Est. Aceasta permite călătorii către stațiile Aéroport Charles-de-Gaulle 2 TGV, Marne-la-Vallée - Chessy și Massy TGV, în regiunea Île-de-France. De asemenea, TGV-urile o leagă direct de Lille, Rennes, Nantes, Bordeaux, Strasbourg, Metz, Nancy, și Bruxelles-Midi.
Gara este deservită de trenuri care asigură legături de la sau către Paris-Est:
- Paris – Strasbourg;
- Paris – Metz (– Luxembourg / Strasbourg);
- Paris – Nancy (– Remiremont / Saint-Dié-des-Vosges / Strasbourg);
- Paris – Bar-le-Duc.

La acestea se adaugă TGV-urile intersectoare, care efectuează legăturile:
- (Frankfurt pe Main –) Strasbourg – Bordeaux-Saint-Jean;
- Strasbourg – Nantes;
- Strasbourg – Rennes;
- Strasbourg – Lille-Europe – Bruxelles-Midi.

#### TER Grand Est

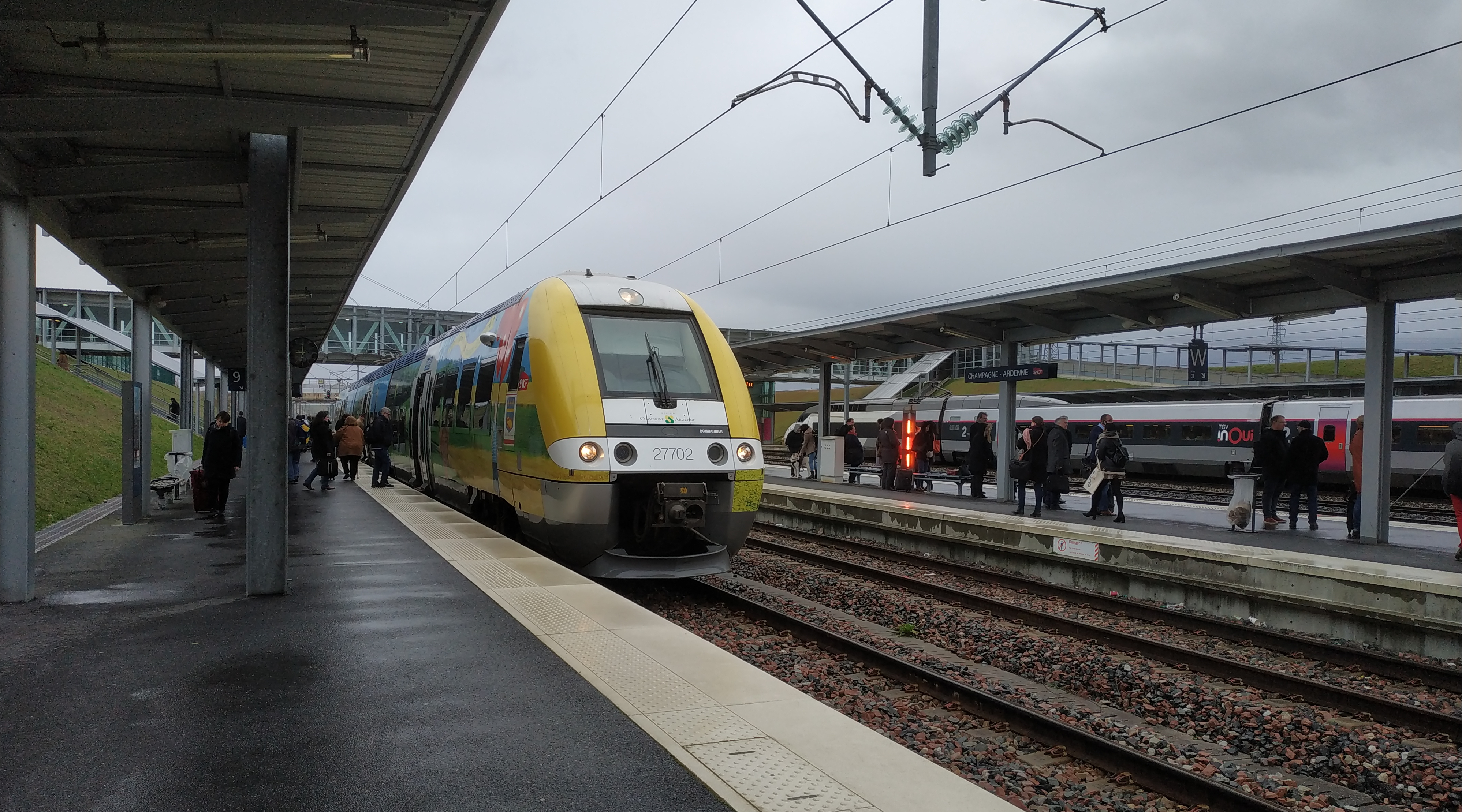

La decizia consiliului regional Champagne-Ardenne, această gară are originalitatea de a dispune de două linii suplimentare cu peron, rezervate pentru legăturile TER Champagne-Ardenne (care a devenit TER Grand Est în 2016 și 2017) către Reims, Charleville-Mézières, Châlons-en-Champagne și Saint-Dizier, prin prelungirea unor linii care aveau anterior terminusul la gara Reims (centrul). Acest racord a fost posibil datorită unor lucrări în valoare de 46,8 milioane de euro, incluse în contractul de plan Stat-Regiune.